# Épertully
Épertully település Franciaországban, Saône-et-Loire megyében. Lakosainak száma 64 fő (2022. január 1.). Épertully Nolay, Change, Saint-Gervais-sur-Couches és Saisy községekkel határos.

## Népesség
A település népességének változása:
| Lakosok száma | 65   | 63   | 61   | 61   | 60   | 61   | 63   | 64   |
|               | 2013 | 2015 | 2017 | 2018 | 2019 | 2020 | 2021 | 2022 |